# ACE (音楽ユニット)
ACE（エース）は、工藤ともりとCHiCOの2人組の音楽ユニット。

## 概要
主にゲームやCMなどの映像音楽の作曲・編曲・プロデュースを行う。
2009年12月、「あの流星の空の向こう 君と繋がるアーカイブ」にてユニバーサルミュージックよりメジャー・デビュー。
結成当初のユニット名は「マユツバ」。
ACEの名前の由来はアメリカのスラング「ACE＝大親友、そして仲間」から来ている。

## メンバー
工藤ともり
作詞・作曲・編曲家、ギター、ベース、プログラミング、プロデュース
3月17日生まれ。B型。
川越高校出身
CHiCO（山中裕代）
作詞・作曲、ボーカル、コーラス、プロデュース
4月8日生まれ。O型。
莵道第二小、宇治中学校
ノートルダム女学院、同志社大学出身

## 作品（ACE）

### シングル配信
- あの流星の空の向こう 君と繋がるアーカイブ【ユニバーサルミュージック】
- Wake up World【ユニバーサルミュージック】
- コンガボーイがやってきた【ユニバーサルミュージック】等

### アルバム
- 『Good Mistakes』（Fling Ovationより2011年10月10日発売）

## 作品（作詞・作曲など）

### ゲーム
- NINTENDO 64
  - 『64で発見!!たまごっち みんなでたまごっちワールド』 - 作曲/編曲 /効果音/主題歌歌唱/VOICE /ゲーム本体実機コンバート
  - 『ロボットポンコッツ』 - 作編曲 / 効果音 / ゲーム本体実機コンバート/VOICE
  - 『ロボットポンコッツ64 〜七つの海のカラメル〜』全作曲編曲/効果音/コーラス/ギター/VOICE
  - 『爆ボンバーマン2』 - OP、ED、タイトル画面、メインテーマ、リリーのテーマ、バトル、ボスバトル等 作曲/編曲
- ゲームボーイ
  - 『ロボットポンコッツSUN』 - 作曲/編曲/ゲーム本体実機コンバート
  - 『ロボットポンコッツSTAR』 - 作曲/編曲/ゲーム本体実機コンバート
  - 『ロボットポンコッツボンボン』 - 作曲/編曲/ゲーム本体実機コンバート
  - 『ロボットポンコッツMOON』 - 作曲/編曲/ゲーム本体実機コンバート
- ドリームキャスト『スーパープロデューサー』- ギター / ゲーム本体実機コンバート
- PlayStation (ゲーム機)
  - 『ネクタリス』 - 効果音
  - 『ゼノギアス』 アレンジヴァージョン -「CREID」 - スコア製作
- 『エミル・クロニクル・オンライン』シリーズ 全作曲/編曲/ボーカル歌唱/コーラス/ギター（2017年8月31日サービス終了）
- ニンテンドーDS『ルミナスアーク3アイズ』 主題歌「Wake up World」歌唱・コーラス（CHiCO)
- Wii『ゼノブレイド』 作曲/編曲/演奏（作編曲、ギター、ベース、コーラス、作曲チームプロダクトマネージャー）ACE+として
- ニンテンドー3DS
  - 『CODE OF PRINCESS』 音楽・サウンドプロデュース、主題歌「Gather the Lights」　※欧州版も担当
  - 『大乱闘スマッシュブラザーズ for Nintendo 3DS』 - 編曲
- 『Confidential Money 〜300日で3000万ドル稼ぐ方法〜』エンディング「my hometown」作詞（CHiCO)
- ニンテンドー3DS『ファンタジーライフ』
  - ACE：「ライフの歌」編曲・シンセプログラミング・ミキシングエンジニア、エンディング「きこえるよ しあわせの音」編曲・シンセプログラミング
  - CHiCO：魔法使いの歌「魔法使いよ見習いだけど」、採掘師の歌「NA-RI-NA!」歌唱・コーラス
- モバイルゲーム
  - 『サムライソウル』全作編曲/ACE 【2013年4月15日発売】
  - 『アトリエオンライン 〜ブレセイルの錬金術士〜』 - 音楽、「金色のレシピ」作詞・作曲
- Wii U『大乱闘スマッシュブラザーズ for Wii U』 - 編曲
- Nintendo Switch
  - 『ゼノブレイド2』 作曲/編曲/演奏
  - 『大乱闘スマッシュブラザーズ SPECIAL』 - 編曲
  - 『ゼノブレイド3』 作曲/編曲/演奏

### メディア
- 劇場版
  - 『SUPPINぶるうす』サウンドトラック作編曲（多胡邦夫作曲を除く）
  - 『転校生-さよなら あなた-』 - 挿入曲1曲音楽監修
- ブラザー工業「スタンプクリエーター」テーマ曲（中京TVCM、国際展示場CM、PV）
- 『みんなのうた』「ケラケラ」編曲
- 『笑顔がごちそう ウチゴハン』「明日の元気ウチゴハン!」歌唱、2012年4月 - 9月
- 『劇場版 FAIRY TAIL - 鳳凰の巫女-』エンディング「ずっときっと」編曲
- 『デュエルマスターズビクトリーV3』エンディング「ハチャメチャ・オレ!キング」作詞（CHiCO）
- 『閃光のナイトレイド』「未来へ..」編曲
- のりスタE-ネ!・おはスタ内アニメ『コトリサンバ』 - 音楽（工藤ともり）、テーマ曲・絵描き歌歌唱（CHiCO）
- OVA
  - 『ナゾトキ姫は名探偵♥』 - 音楽（工藤ともり）※第4話より
  - 『にじいろ☆プリズムガール』 - 音楽（工藤ともり）
- FM横浜『タクロク』エンディングテーマ　作編曲/ギター（工藤ともり）【2011年4月〜】

### その他
- HIMEKA：『ラブ アニソン 〜歌ってみた〜』「last regrets」編曲
- Apeace：「X.O.X.O〜夢を抱いて」作詞（CHiCO）
- F.CUZ：「Hello Again」「All My Love」「Empty」「D2D」編曲（工藤ともり）
- 『ほほえみのわけ』（谷川俊太郎作詞 / 山中康裕作曲）編曲・プロデュース、演奏、ボーカル
- 尾田栄一郎 監修 『ONE PIECE展～原画×映像×体感のワンピース』「仲間シアター」音楽作編曲
  - 東京（森アーツセンターギャラリー）：2012年3月20日 - 6月17日
  - 大阪（天保山特設ギャラリー）：2012年11月24日 - 2013年2月17日

### CD
- 『植松伸夫の10ショート・ストーリーズ』（ウエマツノビヨと犬耳家の一族） - 以下の作品の編曲/ programing/ 全ヴォーカル・コーラス/ギター
  - 「コンガボーイがやってきた」
  - 「南の島のヤシの実物語」
  - 「やったぜ！鶴亀料理長」
  - 「誰におねだり?」
- SONY カノン アルバム『A NEW STORY』 「仲間を求めて」「翼をください」編曲ギター演奏
- EARTHBOUND PAPAS - CHiCO
  - 1stアルバム『Octave Theory』 コーラス
  - 2ndアルバム『DANCING DAD』 ボーカル
  - 『スーパーマリオ 3Dワールド オリジナル サウンドトラック』
  - 『ゼノブレイド　サウンドトラック』
  - 『ゼノブレイド2　サウンドトラック』
- 『アトリエ オンライン ～ブレセイルの錬金術士～ オリジナルサウンドトラック』 - 作詞・作編曲・演奏・歌唱

### イベントライブ
- ACE LIVE『情熱再生』 2010年3月青山曼荼羅
- PRESS STARTゲスト出演
  - 2011 オーケストラコンサート
    - 東京新宿文化センター大ホール 2011年8月  ゼノブレイド作曲 ACE（ボーカル、ギター）
    - 名古屋センチュリーホール大ホール　2011年9月  ゼノブレイド作曲 ACE（ボーカル、ギター）

  - 2013 オーケストラコンサート
    - 池袋芸術劇場　2013年8月30日  ゼノブレイド作曲 ACE（ボーカル、ギター）
- ECO祭2014 9th Anniversary TFTホール1000ゲスト出演
  - 2014年11月23日  エミル・クロニクル・オンライン作曲 ACE（ボーカル、ギター）

### ライブサポート等
- ウエマツノビヨと犬耳家の一族(植松伸夫、工藤ともり、CHiCO)
- EARTHBOUND PAPASにコーラスとして(CHiCO)
- EARTHBOUND PAPAS LIVEにボーカルとして(CHiCO)
  - 2010年
    - 渋谷DUO
    - 自由が丘女神祭りゲスト

  - 2011年
    - 4月下北沢ガーデン
    - 9月川崎CLUB CITTA'「ファンタジーロックフェス」2days
    - 10月30日アメリカツアー：ヒューストン、ガルベストン『ONICON』
    - 4starオーケストラ江戸川区総合文化センター大ホール

  - 2012年
    - 3月17,18日川崎CLUB CITTA'「ファンタジーロックフェス」2days
    - アメリカツアー：ヒューストン、ガルベストン『ONICON』10月決定
    - ハワイ：ホノルル『HEX2012』10月決定

  - 2013年
    - 8月18日川崎CLUB CITTA'「ファンタジーロックフェス」
    - アメリカツアー：ヒューストン、ガルベストン『ONICON2013』秋予定
    - ロサンゼルスコンサート秋予定
    - ハワイ：ホノルル『HEX2013』秋予定
- MASHCANTINOIZ　ギターとして　4starオーケストラ　江戸川区総合文化センター大ホール(工藤ともり)